# میسی ریچاردسون-سلرز
میسی ریچاردسون-سلرز (به انگلیسی: Maisie Richardson-Sellers) یک بازیگر انگلیسی است که بیشتر به عنوان ربکا مایکلسون/ایوا سینکلر در سریال اصیل‌ها محصول شبکهٔ CW شناخته شده‌است.
از دیگر آثار او می‌توان به نقش ویکسن در سریال افسانه‌های فردا اشاره کرد.

## آثار
- از پادشاهان و پیامبران در نقش میشال (نقش اصلی)[۲]
- جنگ ستارگان: نیرو برمی‌خیزد (کر سلا)[۳]
- اصیل‌ها در نقش ربکا مایکلسون/ایوا سینکلر (نقش دوره ای، ۱۵ قسمت)
- افسانه‌های فردا در نقش آمایا جیوی/ویکسن (فصل ۲ و ۳)[۴]نقش چارلی/کلوتو (فصل ۴ و ۵)[۵][۶]
- غرفه بوسه ۲ و غرفه بوسه ۳ در نقش کلویی